# Alexandre Desplat
Alexandre Michel Gérard Desplat (n. 23 august 1961) este un compozitor francez de muzică de film. A câștigat două Premii Oscar și a fost nominalizat de șapte ori, a primit șase nominalizări la Premiile BAFTA și șase nominalizări la Globurile de Aur, câștigând un Glob de Aur pentru coloana sonoră a filmului The Painted Veil în 2006. În 2011, Desplat a câștigat primul său premiu BAFTA pentru coloana sonoră a filmului The King's Speech, coloană sonoră pentru care a câștigat și primul său premiu Grammy în 2012. Printre alte proiecte, Desplat a compus muzica pentru diferite filme de la Hollywood inclusiv The Queen, The Curious Case of Benjamin Button, The Golden Compass, New Moon, Fantastic Mr. Fox și cele două filme Harry Potter and the Deathly Hallows.

## Începutul vieții
Desplat s-a născut la Paris dintr-un tată francez și o mamă grecoaică care s-au cunoscut la Universitatea Berkeley din California. După căsătoria lor, s-au mutat înapoi în Franța, unde s-a născut Alexandre. La vârsta de cinci ani a început să cânte la pian. De asemenea, știe sa cânte la trompetă și flaut. A studiat sub Claude Ballif, Iannis Xenakis în Franța și sub Jack Hayes în Statele Unite. Interesele muzicale ale lui Desplat erau largi și a fost influențat de artiști și muzicieni sud-americani și africani, printre aceștia numărându-se Carlinhos Brown și Ray Lema. Desplat a devenit priceput atât în calitate de compozitor cât și în calitate de pianist.

## Cariera
Desplat a lucrat atât pentru filme franceze cât și pentru filme de la Hollywood, compunând muzica pentru peste 100 de filme, inclusiv Lapse of Memory (1992), Family Express (1992), Regarde Les Hommes Tomber (1994), Les Péchés Mortels (1995), filmul nominalizat la premiile César Un Héros Très Discret (1996), Une Minute de Silence (1998), Sweet Revenge (1998), Le Château des Singes (1999), Home Sweet Home (2001), Reines d'un Jour (2001), filmul nominalizat la César Sur mes lèvres, Rire et Châtiment (2003), filmul castigator al premiului César The Beat That My Heart Skipped (2005), The Queen (2006), Fantastic Mr. Fox (2009), Harry Potter and the Deathly Hallows - Part 1 (2010), The Ghost Writer (2010), Harry Potter and the Deathly Hallows - Part 2 (2011), The Grand Budapest Hotel (2014) și The Shape of Water (2017).
Desplat a compus melodii care au fost interpretate în film de artiști precum Akhenaton, Kate Beckinsale, Charlotte Gainsbourg, Valérie Lemercier, Miosotis și Catherine Ringer. De asemenea, a compus și muzică pentru teatru, inclusiv piese interpretate la Comédie Française. Desplat a dirijat muzica sa interpretată de Orchestra Simfonică din Londra, Orchestra Filarmonicii Regale și Orchestra Simfonică din Munchen.
În 2007 a compus muzica pentru filmul lui Philip Pullman, The Golden Compass, debutul regizoral al lui Zach Helm Mr. Magorium's Wonder Emporium și filmul lui Ang Lee, Lust, Caution. Înainte de acestea, a compus muzica și pentru alte filme cum ar fi The Luzhin Defence, Girl with a Pearl Earring, Syriana, Birth, Hostage, Casanova, The Nest și The Painted Veil, pentru care a câștigat Premiul Globul de Aur pentru cea mai bună coloană sonoră.
Desplat a compus muzica pentru Largo Winch, Coco avant Chanel al lui Anne Fontaine, L'Armée du Crime al lui Robert Guédiguian, Cheri, Julie & Julia regizat de Nora Ephron, Fantastic Mr. Fox regizat de Wes Anderson, New Moon regizat de Chris Weitz, The Ghost Writer regizat de Roman Polanski, Tamara Drewe, The Special Relationship și The King's Speech.
Proiectele din 2011 ale lui Desplat includ The Tree of Life regizat de Terrence Malick, A Better Life, La Fille du Puisatier, The Ides of March regizat de George Clooney și The Spider's House.
Desplat a început anul 2012 compunând muzica filmului Extrem de tare și incredibil de aproape și a continuat cu filmele The Spider's House, filmul biografic Cloclo, filmul de animație Cinci eroi de legendă și filmul lui Ben Affleck Argo. Pentru ultimul film a primit a cincea nominalizare la premiile Oscar și a șasea nominalizare la Globurile de Aur.
În 2014 a compus muzica pentru 5 mari proiecte, dintre care pentru The Grand Budapest Hotel a câștigat primul premiu Oscar.
În 2018 a câștigat al doilea său premiu Oscar pentru coloana sonoră a filmului The Shape of Water.

## Nominalizări și premii

### Premiile Oscar
- 2013 - Argo
- 2011 - The King's Speech
- 2010 - Fantastic Mr. Fox
- 2009 - The Curious Case of Benjamin Button
- 2007 - The Queen

### Globurile de Aur
- 2013 - Argo
- 2011 - The King's Speech
- 2009 - The Curious Case of Benjamin Button
- 2007 - The Painted Veil
- 2006 - Syriana
- 2004 - Girl with a Pearl Earring

### Premiile BAFTA
- 2013 - Argo
- 2011 - The King's Speech
- 2010 - Fantastic Mr. Fox
- 2009 - The Curious Case of Benjamin Button
- 2007 - The Queen
- 2004 - Girl with a Pearl Earring

### Premiile César
- 2010 - A Prophet
- 2008 - L'ennemi intime
- 2006 - The Beat That My Heart Skipped
- 2002 - Read My Lips
- 1997 - A Self-Made Hero

### Premiile Grammy
- 2010 - The Curious Case of Bejamin Button
- 2012
  - Harry Potter and the Deathly Hallows: Part 2
  - The King's Speech

### Premiile Satellite
- 2010 - Harry Potter and the Deathly Hallows: Part 1
- 2011 - Harry Potter and the Deathly Hallows: Part 2

### World Soundtrack Awards
- 2011
  - Cel mai bun compozitor al anului
  - The King's Speech
- 2010
  - Fantastic Mr. Fox
  - Ce mai bun compozitor al anului
- 2009
  - The Curious Case of Benjamin Button
  - Cel mai bun compozitor al anului
- 2008 - Cel mai bun compozitor al anului
- 2007 - Cel mai bun compozitor al anului